# Hundarna i Riga
Hundarna i Riga - em português Os cães de Riga -  é um romance escrito pelo sueco  Henning Mankell , e publicado originalmente em 1992 pela editora Ordfront. 

Um bote salva-vidas encalha no litoral sueco, com dois corpos, posteriormente identificados como originários de Riga, na Letónia. O comissário Wallander investiga o caso. 